# ユルゲン・クロップ
ユルゲン・ノルベルト・クロップ（Jürgen Norbert Klopp、1967年6月16日 - ）は、西ドイツ・シュトゥットガルト出身の元プロサッカー選手、現サッカー指導者。レッドブル・グループグローバルサッカー部門責任者。現役時代のポジションはフォワード。
サッカーにおけるカウンター戦術「ゲーゲンプレス」を考案し、実践した第一人者。
ブンデスリーガの監督を歴任し、ボルシア・ドルトムントではリーグを連覇。2024年までプレミアリーグ・リヴァプールの監督を務め、プレミアリーグ優勝やUEFAチャンピオンズリーグ優勝を果たした。
イングランドにおける主要タイトル（プレミアリーグ、UEFAチャンピオンズリーグ、FAカップ、EFLカップ）を一つのクラブで全て制覇した3人の監督の内の1人（他はアレックス・ファーガソンとジョゼップ・グアルディオラ)である。

## 選手経歴
フォワードの選手としてキャリアを始めたが、1995年からディフェンダーとしてプレイするようになった。1990年から2001年まで1.FSVマインツ05に所属し、現役引退した。本人曰く「どこにでもいるような普通の選手だった」と後のインタビューで振り返った。

## 監督経歴

### 1.FSVマインツ05

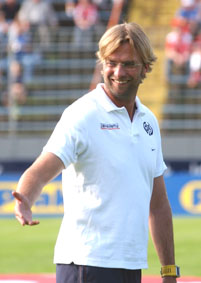
マインツ監督時代（2008年）

2001年にマインツ05の監督に就任すると、財政的に小規模なクラブを2004年にブンデスリーガ1部昇格に導き、初の1部挑戦となった翌2004-05シーズンにはマインツは11位でリーグ戦を終え1部残留と健闘をみせた。マインツでは、モハメド・ジダン、レオン・アンドレアセン、マヌエル・フリードリヒらを育成した。2006-07シーズンは降格となり、2007-08シーズンは2部4位となり昇格を逃した。

### ボルシア・ドルトムント

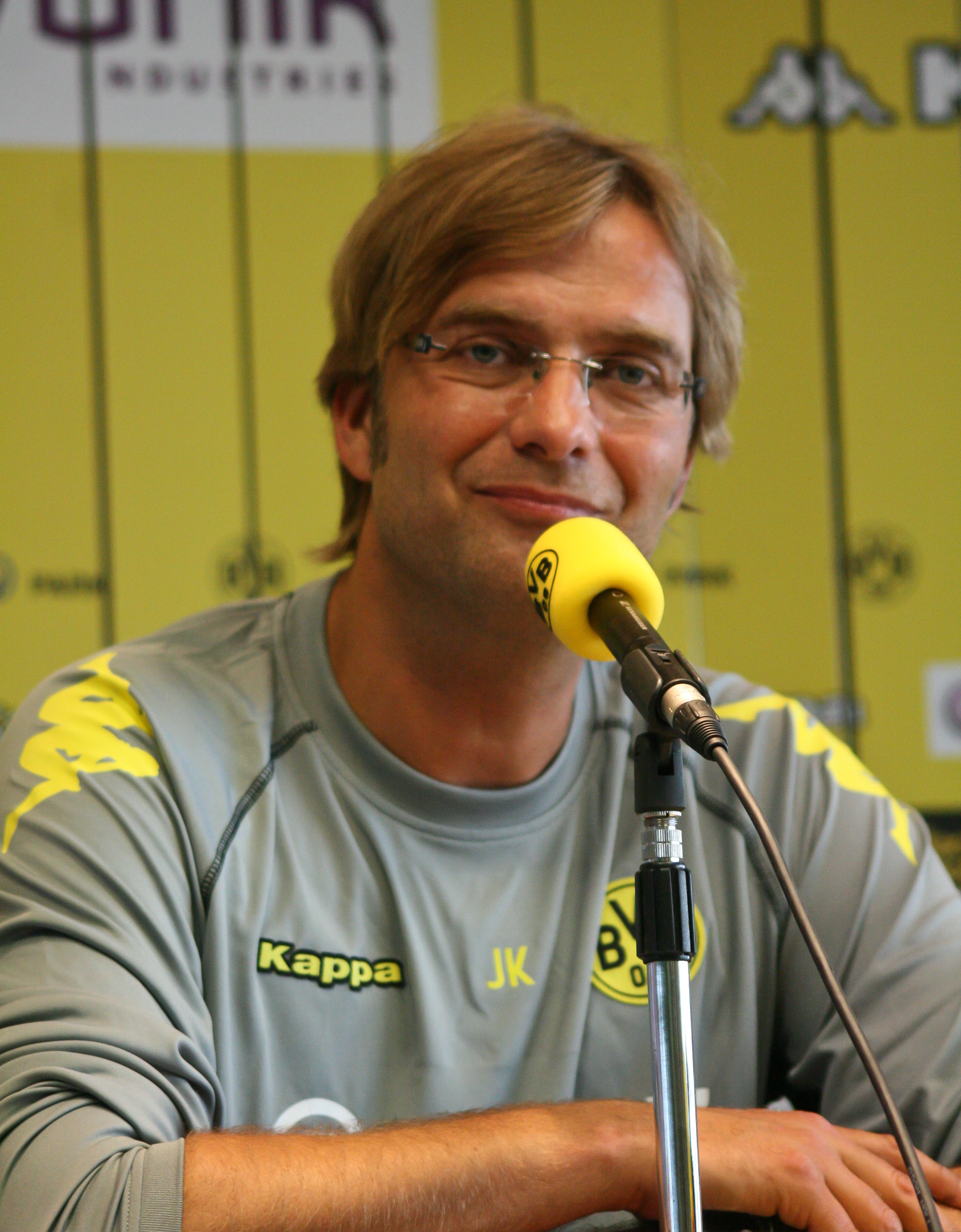
ドルトムント監督時代（2010年）

2008-09シーズンより、低迷の続くボルシア・ドルトムントの監督に就任。前半戦はUEFAカップでウディネーゼ・カルチョに敗退するなど苦戦したものの、後半はチームがかみ合い快進撃を演出。ドルトムントにおいても、ネルソン・バルデスの復活やネヴェン・スボティッチのブレイクを助けるなど、優れた指導力を発揮している。最終節で6位となり、ヨーロッパカップ戦への出場権を獲得出来なかったが、終盤にリーグ戦7連勝を達成するなど、古豪復活に向けて基盤を固めた。
2009-10シーズン以降、ケヴィン・グロスクロイツ、ヌリ・シャヒン、マッツ・フンメルス、マリオ・ゲッツェ、ロベルト・レヴァンドフスキらの若手を次々とブレイクさせる。

#### バイエルンの連覇を阻む優勝
2010-11シーズンにおいては夏の移籍で獲得した香川真司が即チームにフィットし、ドルトムントはリーグ前半戦終了時点でブンテスリーガ史上第2位となる勝ち点43を達成。後半に入っても勢いは止まらず、チームは2001-02シーズン以来の優勝を果たした。また、バイエルンがリーグ優勝をほとんどの年で重ねていたブンデスリーガにおけるバイエルンの支配構造に風穴を開けた。

#### 記録的な強さでリーグ連覇
2011-12シーズンでは開幕当初は低調なスタートに沈むも、その後は勝ちを重ね、リーグ優勝に王手をかけた第32節では、主軸の香川が決勝ゴールを決め優勝が決定した。当時のブンデスリーガ新記録となるリーグ戦28試合無敗・2024年現在もクラブ史上最多の勝ち点81を成し遂げて2シーズン連続の優勝を果たした。また、バイエルン・ミュンヘンとのDFBポカール決勝では香川が1ゴール1アシストを記録し、チームは5-2で快勝した。この勝利によりドルトムントはクラブ史上初となる国内2冠を達成し、歴史的なシーズンを終えた。
2012-13チャンピオンズリーグ決勝にチームを導いたが同国のライバルチームであるバイエルンに敗れた。2013年FIFAバロンドール最優秀監督賞の候補に挙がったがユップ・ハインケスに敗れ2位となった。
2014-15シーズンは序盤から大苦戦し、前半戦をリーグ最下位で折り返すという波乱のシーズンとなった。2015年4月15日、7シーズン指揮したボルシア・ドルトムントの監督を退任することを発表した。

### リヴァプール

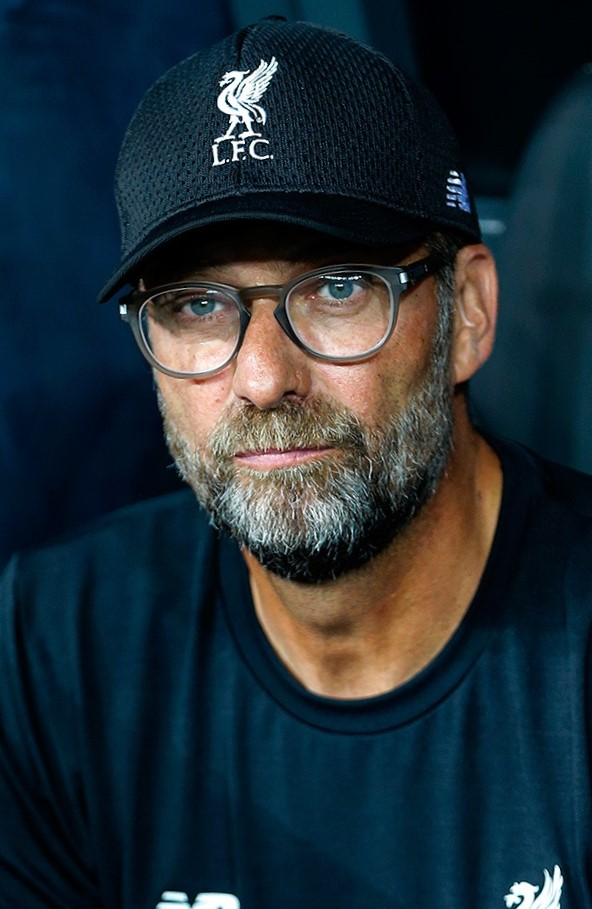
リヴァプールFC監督時代（2019年）

2015年10月8日、プレミアリーグの名門リヴァプールFCの監督に就任。プレミアリーグではフェリックス・マガトに次ぐリーグ史上2人目のドイツ人監督となる。就任初年度は、フットボールリーグカップ、UEFAヨーロッパリーグと2つの大会で決勝進出を果たしたが、共にタイトル獲得はならなかった。
2016-17シーズンはプレミアリーグで4位となり、プレーオフからの出場ながらUEFAチャンピオンズリーグ出場権獲得に成功した。
2017-18シーズンに、モハメド・サラー、アレックス・オックスレイド＝チェンバレン、シーズン途中にフィルジル・ファン・ダイクを獲得。UEFAチャンピオンズリーグでは、準々決勝ではマンチェスター・シティFCを、準決勝ではASローマを破り、チームを2007年以来の決勝に導いた。決勝ではレアル・マドリードに1-3で敗れた。
2019年5月8日、UEFAチャンピオンズリーグ準決勝FCバルセロナ戦にて1stレグを0-3と大敗しながらも、ホームでの2ndレグで主力であるモハメド・サラーやロベルト・フィルミーノ等の選手が怪我等で欠場した中、ディヴォック・オリジ、ジョルジニオ・ワイナルドゥム、トレント・アレクサンダー＝アーノルドらの活躍により4-0と大逆転勝利を収め2年連続決勝出場を果たすと、決勝では後半途中に怪我上がりのフィルミーノに代えてオリジを投入し、そのオリジが試合を決定付けるゴールを決める采配を的中させるなど、トッテナムを2-0で破りチームに14年ぶりのチャンピオンズリーグ優勝をもたらし、自身も3度目のチャンピオンズリーグ決勝にして初めての優勝を果たした。一方リーグ戦では僅か1敗という好成績を残したがマンチェスター・シティに勝ち点1差で及ばずリーグ優勝を逃した。
2019-20シーズンは開幕から順調に勝ち点を獲得し、12月4日のエヴァートンFC戦でプレミアリーグ通算100勝を達成した。監督就任から159試合での100勝はリヴァプール史上最速であり、プレミアリーグとしてもジョゼップ・グアルディオラの134試合、ジョゼ・モウリーニョの143試合に続く歴代3位であった。また同試合において32試合無敗のクラブ新記録も達成した。
12月10日に行われたUEFAチャンピオンズリーグのRBザルツブルク戦に勝利し決勝トーナメント進出を決め、2日後の13日には契約を2024年まで延長したことがクラブ公式サイトより発表された。FIFAクラブワールドカップでは準決勝でCFモンテレイを2-1、決勝でCRフラメンゴを1-0で破り、前身のインターコンチネンタルカップを含め初のクラブワールドカップ優勝に導いた。そして引き続き国内リーグで快進撃を続け、2位に大差をつけてのプレミアリーグ初優勝を達成。前身リーグから数えて30年ぶりの快挙を成し遂げた。2020年8月15日、2019-20シーズンの最優秀監督に選出された。この受賞はリヴァプールの監督としてもドイツ人監督としても初となる。
2020-21シーズン、2020年11月22日、レスター・シティ戦に勝利し、クラブ新記録となるホームゲーム64戦無敗記録を達成した。
2022年4月28日、2024年までの契約を2年延長し、2026年まで指揮を取ることに合意した。フットボールリーグカップ、FAカップの決勝ではチェルシーを破り優勝を果たしたが、リーグ戦ではマンチェスター・シティの勝ち点1差で優勝を逃し、チャンピオンズリーグでも決勝に進出したが、レアル・マドリードに0-1で惜敗し、国内2冠のみに終わった。個人としては、優勝監督であるグアルディオラを抑え、プレミアリーグ最優秀監督賞を受賞した。
2023年1月21日チェルシー戦にて、記念すべき監督キャリア1000試合目を記録した。
2024年、2023-24シーズン限りで監督を退任した。

## 指導者として
ボルシア・ドルトムント時代に実践したカウンター戦術「ゲーゲンプレス」を考案した第一人者でもある。本人は、スペインのFCバルセロナが2000年代に駆使していた守備戦術を参考にし、マインツ監督時代から模索し始めて独自に構築したものと明かしている。また、現役時代に携わった師ヴォルフガング・フランク監督がプレッシング戦術の推進者であり、自身の素地に大きな影響を及ぼしていた。
ドルトムントで同戦術が最も機能し始めた2010年からの2シーズンは、ブンデスリーガを連覇。出場したUEFAチャンピオンズリーグでも、格上と評されていたレアル・マドリードなどの強豪を撃破し、2013年に決勝進出している。
ドルトムントについては「(香川がマンチェスターユナイテッドに移籍する)1年前にはヌリ・シャヒンがチームを去った。レアル・マドリードが世界的な強豪クラブだからだ。選手がもう少し待ってくれれば、ドルトムントを世界有数のビッグクラブへ発展させることもできるのに」と話した。
次に就任したリヴァプールFCにおいても同戦術を浸透させ、2017-18シーズンのUEFAチャンピオンズリーグで準優勝。翌2018-19シーズンにも決勝に進出し優勝。そして2019-20シーズン、クラブの悲願であるプレミアリーグ初優勝を達成した。
香川真司については「ミヒャエル・ツォルク（当時のスポーツディレクター）とスヴェン・ミスリンタート（当時のチーフスカウト）が持ってきた日本の2部リーグでのプレー映像(2007年～2009年)を見て獲得を決めたけど、100％の確信はなかった。」「でも彼の最初のトレーニングを観たあと、スーパープレイヤーを獲得した！とコーチと抱き合って喜んだんだ。」「シンジとともに働けたのは素晴らしいことだったんだ。彼のことが大好きだ。シンジに会うまで、私は日本のフットボールについて知識がなかったね」と話した。また、マンチェスター・ユナイテッドで慣れない左サイドで起用され、加入2年目のデイヴィッド・モイーズ指揮下で出番を失った事について「シンジカガワは世界最高の選手の一人なのに、マンチェスター・ユナイテッドでは20分しか出場しないんだ。しかも左サイドで！」「心が痛むんだ。本当に涙が出る。真司にとって最適なポジションは中盤の中央なんだ。私が見た中でも、最高レベルのゴールへの嗅覚を持った攻撃的MFなんだ」と話した。

### レッドブル・グループ
2024年10月、オーストリアの世界企業レッドブル社グローバルサッカー部門責任者の就任を発表。4年契約で2025年1月1日より新職に就く。かつて同部署の重鎮であったラルフ・ラングニックにも近い要職であり、レッドブル傘下プロサッカークラブの管理を担う。また、同氏の契約には、ドイツ代表監督に就任機会があれば退任できる条項が含まれているとも報じられた。就任については「私は過去の所属クラブすべてを愛しているが、誰もが満足するような方法は思いつかなかった。何かをすることは明確だったが、そこにレッドブルが現れたんだ」「誰もを満足させようとして人生を組み立てれば、毎日失敗することになるんだ。私にとって唯一の現実的な選択肢は代表チームの監督になることだったが、もう監督はやりたくないんだ」と話した。
2025年2月15日のJ2開幕戦のRB大宮アルディージャの試合を視察するために来日。

## 家族
最初の妻サビーン・クロップとの間に二男あり。2001年にサビーンと離婚後、教師だったウラ・サントロックと2005年に再婚。
前妻との息子のマルクは、下部組織ボルシア・ドルトムントIIに所属するディフェンダーであった。しかし怪我の影響により現役を引退している。

## 逸話
2024年現在、香川真司、南野拓実ら日本人選手を獲得した年度は必ず主要大会で優勝している。また、リーグ戦の優勝は彼らが在籍した年度のみ達成している。遠藤航を獲得した際にも主要大会であるカップ戦で優勝した。

## 監督成績
2024年5月20日現在
| クラブ       | 国               | 就任          | 退任          | 記録  | 記録 | 記録 | 記録 | 記録  | 記録  | 記録 | 記録   |
| クラブ       | 国               | 就任          | 退任          | 試    | 勝   | 分   | 敗   | 得    | 失    | 差   | 勝率   |
| ------------ | ---------------- | ------------- | ------------- | ----- | ---- | ---- | ---- | ----- | ----- | ---- | ------ |
| マインツ     | ドイツの旗       | 2001年2月27日 | 2008年6月30日 | 270   | 109  | 78   | 83   | 422   | 347   | +75  | 040.37 |
| ドルトムント | ドイツの旗       | 2008年7月1日  | 2015年5月30日 | 319   | 180  | 69   | 70   | 625   | 311   | +314 | 056.43 |
| リヴァプール | イングランドの旗 | 2015年10月8日 | 2024年6月30日 | 491   | 299  | 109  | 83   | 1,035 | 503   | +532 | 060.90 |
| 合計         | 合計             | 合計          | 合計          | 1,080 | 588  | 256  | 236  | 2,082 | 1,111 | +971 | 054.44 |

## タイトル

### 指導者時代

#### クラブ
ボルシア・ドルトムント
- ブンデスリーガ : 2010-11, 2011-12
- DFBポカール : 2011-12
- DFLスーパーカップ : 2013, 2014

リヴァプールFC
- プレミアリーグ : 2019-20
- FAカップ : 2021-22
- EFLカップ : 2021-22, 2023-24
- FAコミュニティ・シールド : 2022
- UEFAチャンピオンズリーグ : 2018-19
- UEFAスーパーカップ : 2019
- FIFAクラブワールドカップ : 2019

#### 個人
- ドイツ年間最優秀監督賞 : 2011[37], 2012[37], 2019
- プレミアリーグ年間最優秀監督賞 : 2019-20, 2021-22
- プレミアリーグ月間最優秀監督 ：2016年9月, 2018年12月, 2019年3月, 2019年8月, 2019年9月[38], 2019年11月, 2019年12月, 2020年1月, 2021年5月, 2024年1月
- FIFA最優秀監督賞 : 2019, 2020